# Trioza beameri
Trioza beameri är en insektsart som beskrevs av Leonard D. Tuthill 1939. Trioza beameri ingår i släktet Trioza och familjen spetsbladloppor. Inga underarter finns listade i Catalogue of Life.